# Williwaw Rocks
Die Williwaw Rocks (von englisch williwaw ‚Wirbelwind‘) sind zwei Klippen in der Gruppe der Joinville-Inseln vor der Nordspitze der Antarktischen Halbinsel. Sie liegen 3 km südöstlich des Moody Point, des östlichen Ausläufers der Joinville-Insel.
Der Falkland Islands Dependencies Survey nahm 1953 Vermessungen vor. Das UK Antarctic Place-Names Committee benannte sie 1958 nach den hier häufig auftretenden katabatischen Wirbelwinden.